# Рагби репрезентација Кеније
Рагби јунион репрезентација Кеније је рагби јунион тим који представља Кенију у овом екипном спорту. Први меч Кенија је играла 1954. Рагби су у Кенију донели наравно Енглези који су и измислили овај спорт. Највећу победу Кенија је остварила против Нигерије резултатом 96-3, а најтежи пораз им је нанела Намибија, резултат је био 12-84.

## Тренутни састав
Лил Асилигва
Роберт Аринго
Исак Адимо
Фабиан Оландо
Џејкоб Оџе
Келвин Омио
Дарвин Мукидза
Денис Мухањи
Семјуел Олиех
Винсент Мозе
Питер Кариа
Семјуел Варуи
Мозес Амусала
Куртис Лилако
Оливер Мангени
Рони Мвенеси
Дејви Ченџе
Брајан Њукили
Мајкл Окомбе
Џошуа Чисанга